# Mocha (Ecuador)
Mocha, también conocida como San Juan Bautista de Mocha, es una ciudad ecuatoriana, cabecera del cantón Mocha en la provincia de Tungurahua.
Su población en 2010 era de 1 209 habitantes.

## Toponimia
Mocha se deriva de la palabra Mochica “Mochoe” cuyo significado es adoratorio, se cree que este nombre se debe al Monasterio de las Vírgenes del Sol que existió en la cima del cerro Puñalica, al llegar los Incas a esta zona del país decidieron kichuizar el nombre haciendo referencia a la palabra Mucha que dentro del idioma Kichua significa beso, con el pasar del tiempo y con la mezcla entre el español y el kichua se nombró a esta tierra como Mocha.

## Historia
Mocha que se levanta a las faldas del Carihuairazo, y tiene como parroquia rural a Pinguilí Santo Domingo.
«Fue Mocha una ciudad célebre antes de la conquista. Había en ella un Tambo Real, un Templo del Sol, y un pucará o fortaleza, construida sobre peñas. El español Alvarado tuvo que emplear algunos días para su conquista. Redujo a ruinas, la ciudad, Rumiñahui. Los españoles fundaron sobre ellas por los años de 1534, el asiento de Mocha.» (J. de Avendaño.- Imagen del Ecuador, p. 100).
A principios de 1534 fue conquistada por Pedro de Alvarado. Al poco tiempo fue destruida por Rumiñahui, y finalmente -ese mismo año- Sebastián de Benalcázar realizó su fundación española dándole el nombre de San Juan Bautista de Mocha, razón por la cual celebra sus fiestas patronales cada 24 de junio.
El hundimiento del Carihuairazo -en 1699- convirtió en escombros casi todo el caserío, pero a pesar de esa terrible desgracia, la población volvió a ser levantada y en poco tiempo se convirtió en una de las principales de la Real Audiencia de Quito.
En sus cercanías, en época de la independencia, el 2 de septiembre de 1812 los patriotas quiteños, al mando del Comisionado Regio don Carlos Montúfar, fueron derrotados por las fuerzas realistas del Gral. Toribio Montes, poniendo fin al movimiento que se inició en Quito con la Revolución del 10 de agosto de 1809.
La economía de sus habitantes se basa principalmente en la agricultura y la ganadería de leche.

## Política
Territorialmente, la ciudad de Mocha está organizada en una sola parroquia urbana. El término "parroquia" es usado en el Ecuador para referirse a territorios dentro de la división administrativa municipal.
La ciudad y el cantón Mocha, al igual que las demás localidades ecuatorianas, se rige por una municipalidad según lo previsto en la Constitución de la República. El Gobierno Autónomo Descentralizado Municipal de Mocha, es una entidad de gobierno seccional que administra el cantón de forma autónoma al gobierno central. La municipalidad está organizada por la separación de poderes de carácter ejecutivo representado por el alcalde, y otro de carácter legislativo conformado por los miembros del concejo cantonal.
La Municipalidad de Cevallos, se rige principalmente sobre la base de lo estipulado en los artículos 253 y 264 de la Constitución Política de la República y en la Ley de Régimen Municipal en sus artículos 1 y 16, que establece la autonomía funcional, económica y administrativa de la Entidad.

### Alcaldía
El poder ejecutivo de la ciudad es desempeñado por un ciudadano con título de Alcalde del cantón Mocha, el cual es elegido por sufragio directo en una sola vuelta electoral sin fórmulas o binomios en las elecciones municipales. El vicealcalde no es elegido de la misma manera, ya que una vez instalado el Concejo Cantonal se elegirá entre los ediles un encargado para aquel cargo. El alcalde y el vicealcalde duran cuatro años en sus funciones, y en el caso del alcalde, tiene la opción de reelección inmediata o sucesiva. El alcalde es el máximo representante de la municipalidad y tiene voto dirimente en el concejo cantonal, mientras que el vicealcalde realiza las funciones del alcalde de modo suplente mientras no pueda ejercer sus funciones el alcalde titular.
El alcalde cuenta con su propio gabinete de administración municipal mediante múltiples direcciones de nivel de asesoría, de apoyo y operativo. Los encargados de aquellas direcciones municipales son designados por el propio alcalde.

### Consejo cantonal
El poder legislativo de la ciudad es ejercido por el Concejo Cantonal de Cevallos el cual es un pequeño parlamento unicameral que se constituye al igual que en los demás cantones mediante la disposición del artículo 253 de la Constitución Política Nacional. De acuerdo a lo establecido en la ley, la cantidad de miembros del concejo representa proporcionalmente a la población del cantón.
Mocha posee 5 concejales, los cuales son elegidos mediante sufragio (Sistema D'Hondt) y duran en sus funciones cuatro años pudiendo ser reelegidos indefinidamente. De los cinco ediles, 4 representan a la población urbana mientras que uno representa al sector rural. El alcalde y el vicealcalde presiden el concejo en sus sesiones. Al recién instalarse el concejo cantonal por primera vez los miembros eligen de entre ellos un designado para el cargo de vicealcalde de la ciudad.

## Economía

### Agricultura
La Agricultura es una de las principales fuentes de sustento de los habitantes mochanos, El Cantón Mocha es uno de los lugares bendecidos por el Señor, debido a que posee tierra fértil ideal para el cultivo de papas, cebolla colorada, maíz, habas, entre otros, pero por la falta de apoyo a este sector agrícola ha hecho que muchos de sus habitantes salgan a otros lugares en busca de nuevas fuentes de sustento.

### Ganadería
Por décadas se han destacado las ganaderías mochanas como las mejores del país y es por ello son muy solicitadas en distintos rincones de la patria.

### Turismo
Es muy conocido por sus leyendas ocultas que dicen que al ir a las faldas de la montaña denominada puñalica podrá vender su alma al ser oscuro o conocido como diablo y adquirir grandes riquezas

### Gastronomía
Mocha tiene a las papas con cuy como uno de sus platos típicos y autóctonos además son muy reconocidas las papas con cuero es un enfoque de alto consumo para retribuir al cuerpo energías
Otro plato típico del cantón son las habas (cultivadas en el propio cantón)con queso.

### Fiestas oficiales
El calendario de fiestas oficiales se fija cada año, dependiendo de la distribución semanal.
| Fecha       | Nombre                                               | Notas                                                  |
| ----------- | ---------------------------------------------------- | ------------------------------------------------------ |
| 13 de mayo  | Cantonización                                        |                                                        |
| Mayo        | Último Domingo                                       | Peregrinación al Santuario Reina de la Paz de El Rosal |
| 24 de junio | Natividad de San Juan Bautista y Fundación Española  | Fiestas Patronales                                     |
| 9 de julio  | Fiestas Patronales de Nuestra Señora Reina de la Paz |                                                        |

### Tauromaquia
Toros de pueblo como son conocidos por propios y extraños en las famosas "Fiestas de San Juan Bautista" en la bella tierra Mochana, la misma que se encuentra situada en la provincia del Tungurahua, es uno de los eventos que se producen por algunos días durante el tiempo en que se realiza el homenaje al Patrón San Juan Bautista sea por los priostes o por devotos que de esa forma agradecen los milagros que ha realizado el veneradísimo Santo.
Cuenta la leyenda que hace más de 400 años, se encontraban de paso un grupo de personas con la imagen de San Juan Bautista, la misma que venía de España y que, del Puerto de Guayaquil debían trasladar la imagen hasta Quito, y al llegar a Mocha, decidieron descansar para poder partir temprano hasta Ambato, justamente se encontraban en fiestas, se estaban desarrollando los toros de pueblo, y los mochanos los invitaron a la fiesta. Ya al día siguiente emprendiero su caminata rumbo a la ciudad de Ambato, pero ¡oh sorpresa! que la imagen se hacía más y más pesada al tratar de alejarla de Mocha, a tal punto que no podían moverla, pasaron tiempo(días) tratando de llevárselo y no lo consiguieron pese a que incrementaron considerablemente el número de cargadores de la imagen, sólo cuando decidían regresar al pueblo de Mocha no era pesada la imagen, pero al tratar de sacarla, no la podían mover, en vista de tal suceso se dieron cuenta de que San Juan Bautista había elegido ya su casa y era MOCHA un pequeño pueblo en algún punto de Ecuador y que desde aquellos tiempos es el Milagroso Santo de todos los mochanos, y así, nunca llegó a su destino original que era la ciudad de Quito. Y desde aquella época se cree que San Juan Bautista se quedó en Mocha porque le encantaron los Toros de pueblo y todos los años en su cumpleaños(24 de junio) su hijos mochanos lo celebran con Toros de pueblo y demás festividades.